# Centrum Warenhaus
Centrum était une chaîne de grands magasins et une filiale de l'organisation commerciale HO en République démocratique allemande. Les grands magasins étaient situés dans des centres-villes de la RDA et étaient pour la plupart plus grands que les magasins de la coopérative Konsum. La plupart de ces magasins construits par la RDA avaient des façades métalliques en quadrillage.

## Architecture
En août 1965 commence la construction du premier grand magasin du VVW Centrum à Hoyerswerda (sur l'actuelle Lausitzer Platz). D'autres nouveaux bâtiments, comme à Dresde, sont construits dans le style du classicisme socialiste de l'époque.
À partir de 1970, de nouveaux grands magasins sont construits dans le style moderne, à Berlin sur l'Alexanderplatz, à Dresde sur la Prager Straße et à Magdebourg, Breiter Weg, avec un nouveau type de façade composé d'éléments en aluminium. Des structures en béton armé sont utilisées. Le plus grand des magasins Centrum ouvre ses portes en 1979 à la gare de l'Est de Berlin.

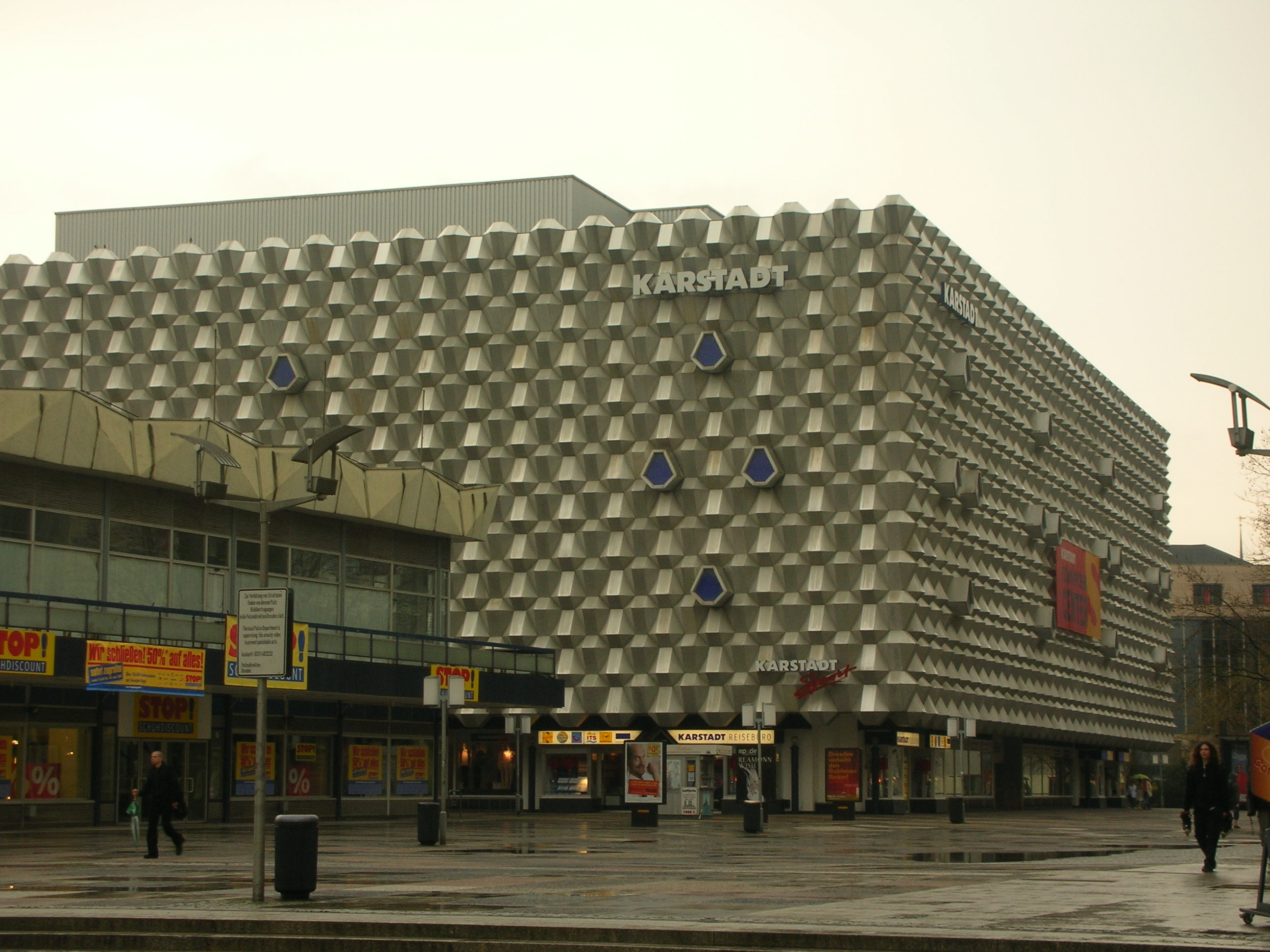
Façade de l'ancien Centrum Warenhaus de Dresde, (Prager Strasse).
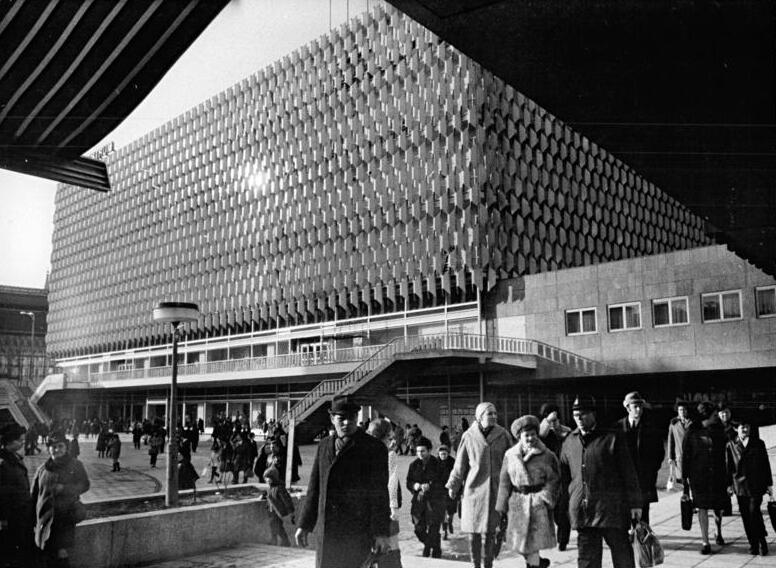
Galeria Kaufhof Berlin-Alexanderplatz à Berlin.
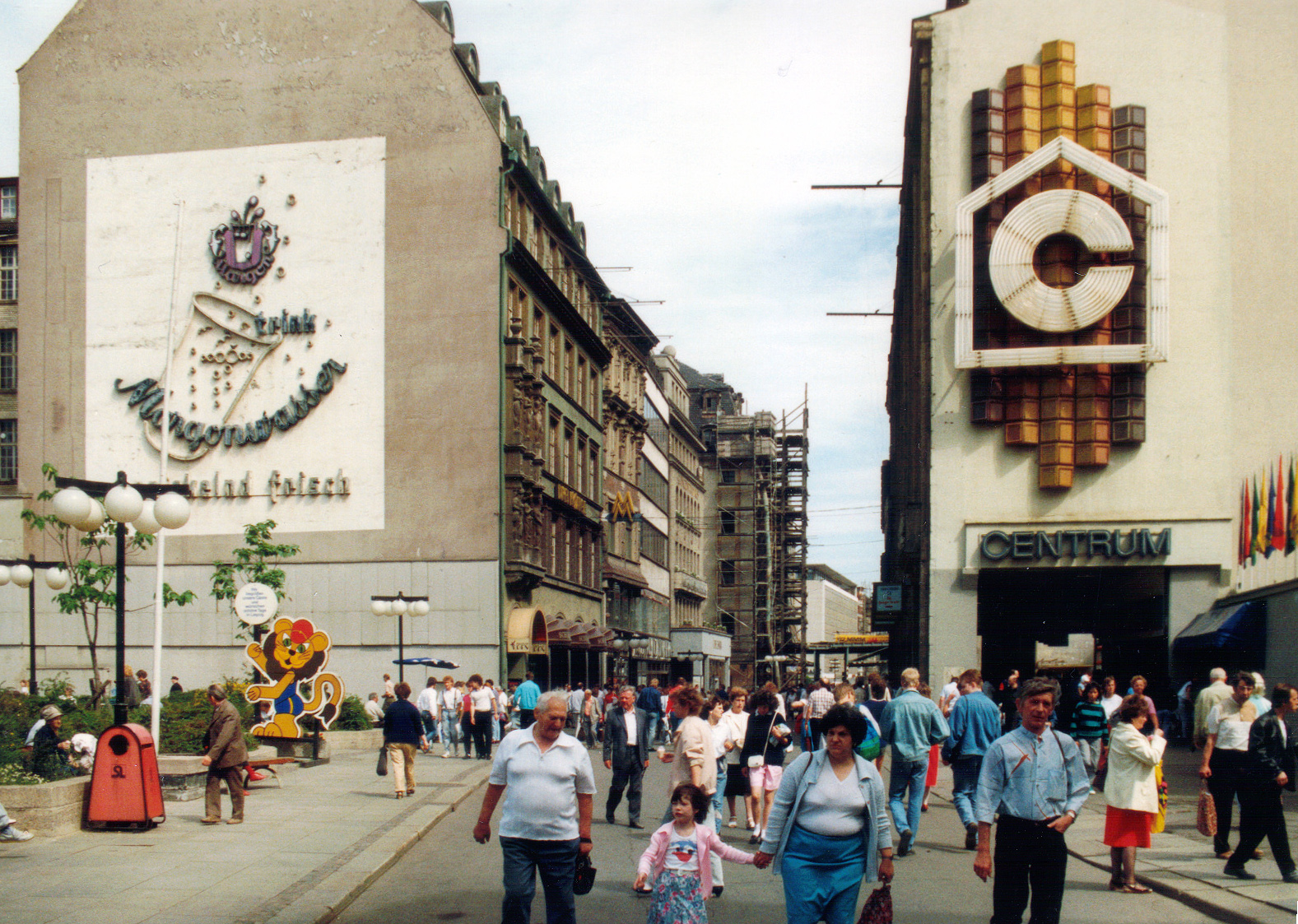
Enseigne au néon C logo à Leipzig.
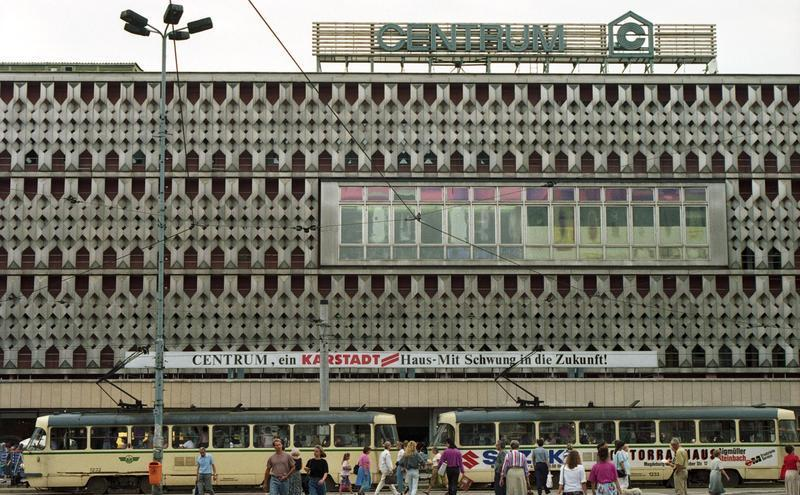
Grand magasin Centrum à Magdebourg, 1991.
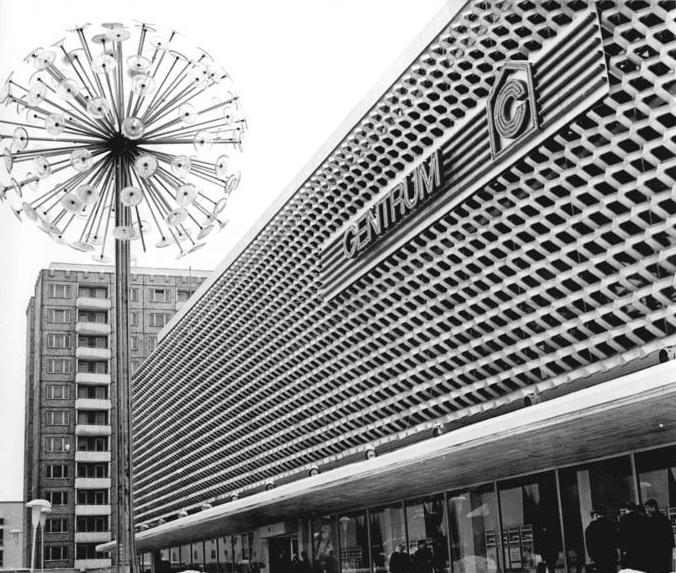
Grand magasin Centrum à Suhl.

Après la chute du mur, la plupart des grands magasins Centrum sont repris par Kaufhof, Karstadt et Hertie (de) et beaucoup d'entre eux sont toujours en activité aujourd'hui. Après les difficultés financières du groupe Karstadt, la direction du groupe a pris la décision de fermer un certain nombre de magasins.

Centrum am Ostbahnhof (Berlin)
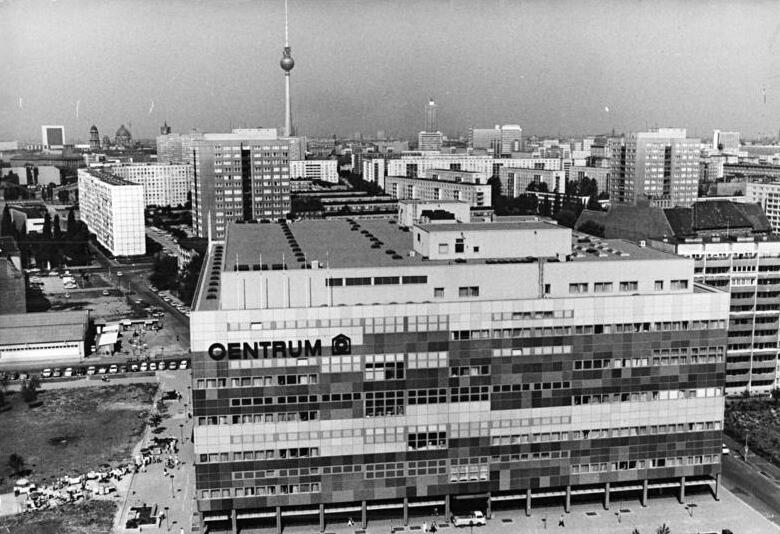
Centrum am Ostbahnhof, 1981.
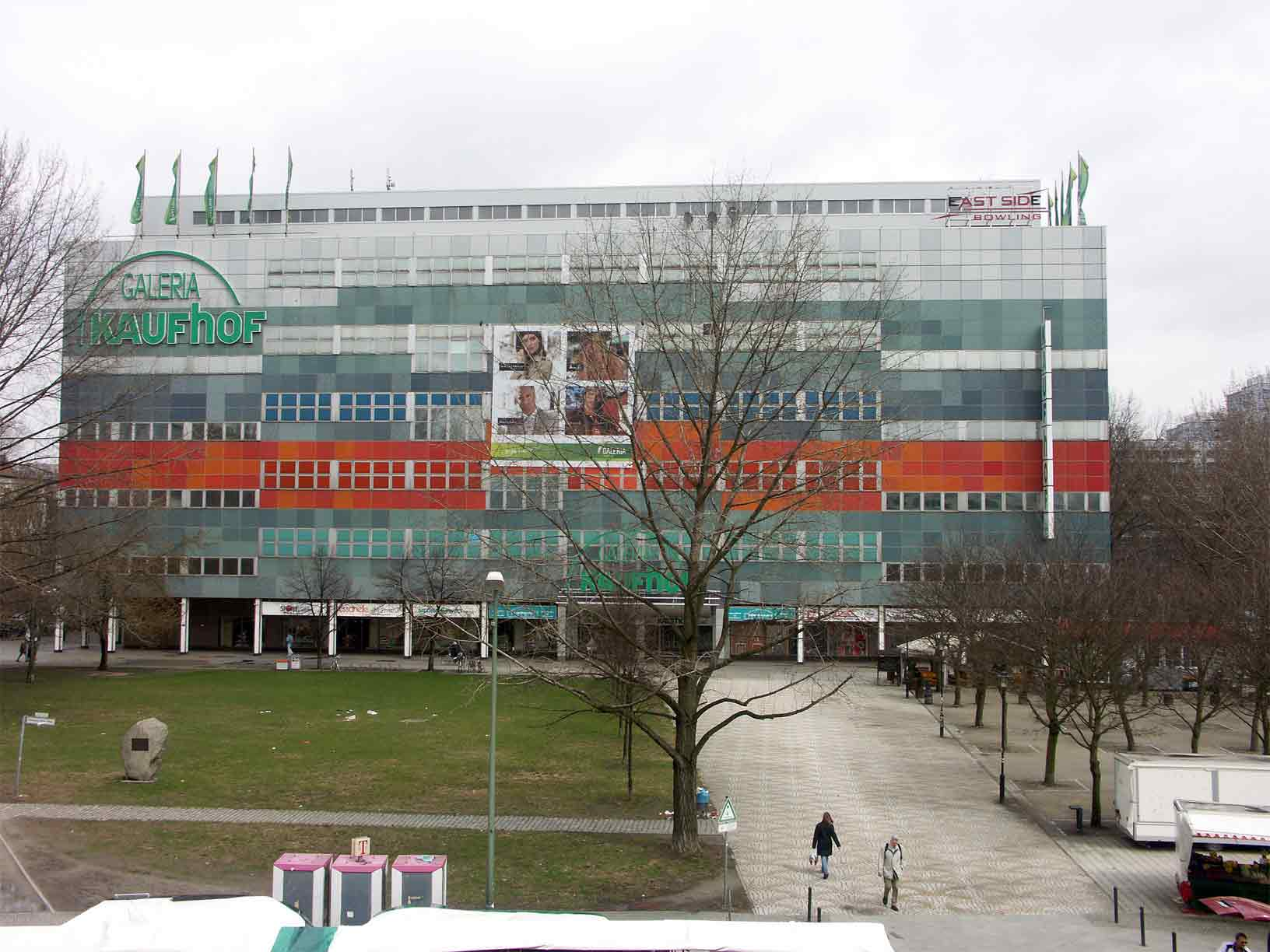
Galerie Kaufhof Berlin-Ostbahnhof, 2006.
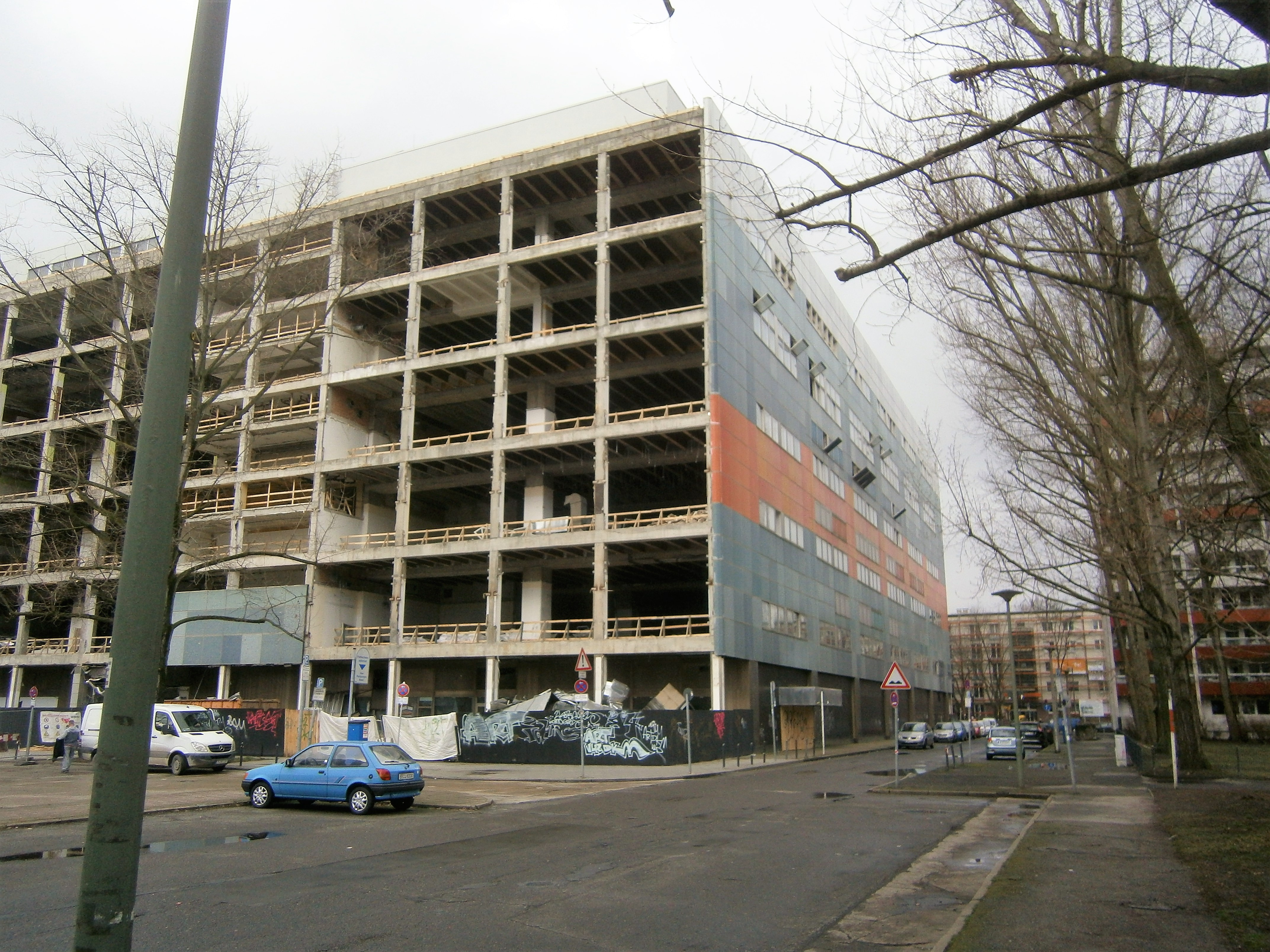
Destruction du Centrum KH, Berlin, 2018.
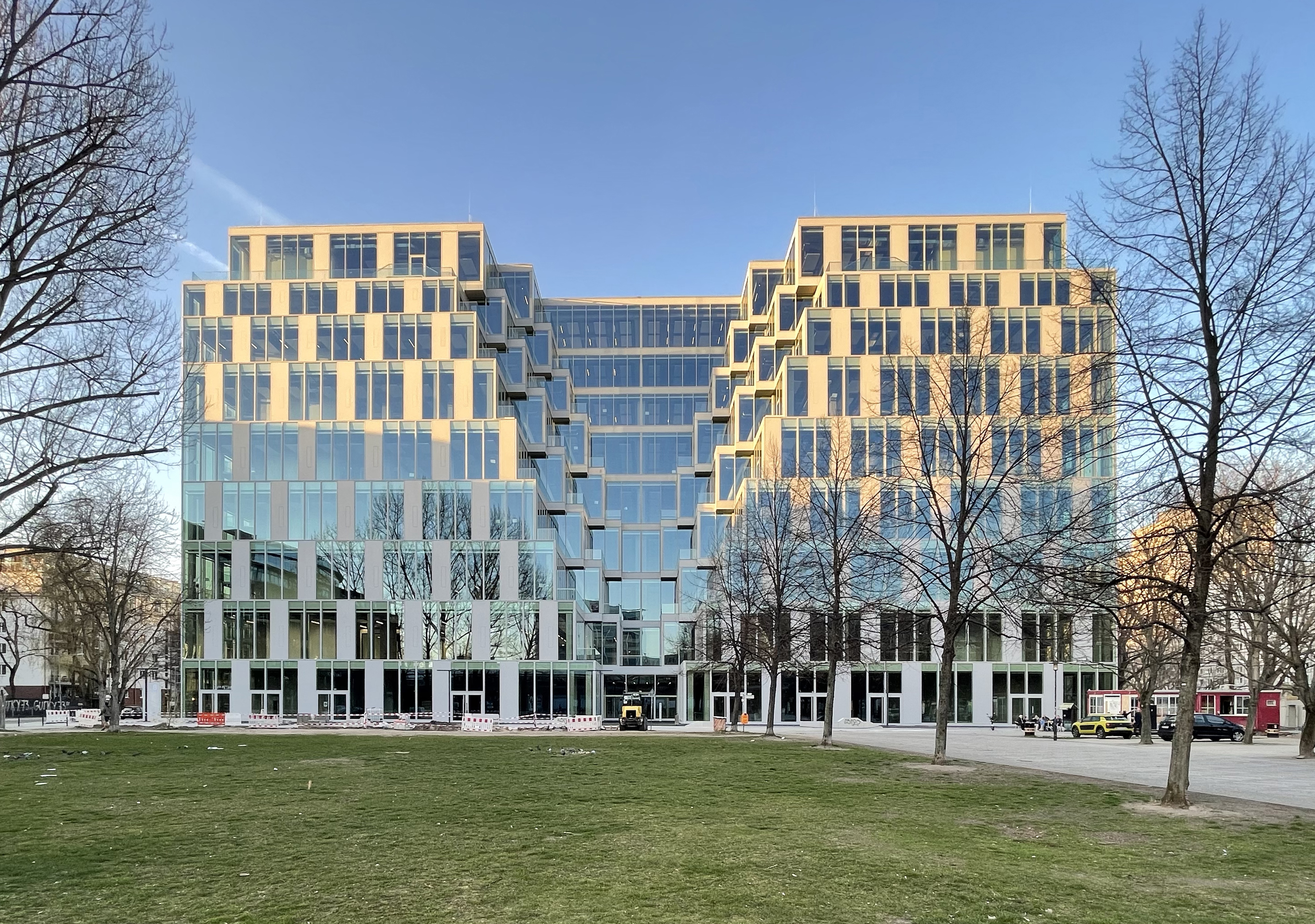
Conversion du Centrum Warenhaus en UP! Berlin, 2021.